# 畫謎
畫謎（rebus）是以圖畫來表示部分音節或字面意思的猜謎遊戲。神智體是指用特殊的字型寫法、結構來表達出詩句字面的詩。

## 畫謎的例子
1. CCCSAILINGCCCC
2. LIE
KING
3. Y Y U R
Y Y U B
I C U R
Y Y 4 me

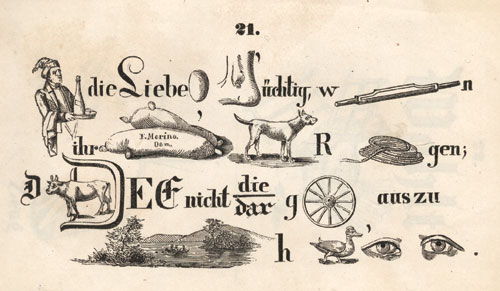
一個德語的rebus

4. 英國康格爾頓（Congleton）市徽[1]有一隻康吉鰻（Conger eel）、一隻獅子（拉丁文為leo）和一個木桶（tun），三者合起來「conger leo tun」便令人聯想起該市的名稱「Congleton」。

答案：
1. Sailing in the seven seas.
2. Lion King（獅子王）
3. Too wise you are. Too wise you be. I see you are too wise for me.

## 神智體的例子
桑世昌《回文類聚》卷三：
神宗熙寧間，北朝使至，每以能詩自矜，以詰翰林諸儒。上命東坡館伴之。北使以詰東坡，東坡日：「賦詩，亦易事也；觀詩，稍難耳。」遂作《晚眺》詩以示之。北使惶愧莫知所云，自後不復言詩矣。
長亭短景無人畫，老大橫拖瘦竹筇；回首斷雲斜日暮，曲江倒蘸側山峰。（詩謎參見左圖。）

## 外部連結
- 台灣燈謎巡禮：畫謎 （页面存档备份，存于）、印章謎 （页面存档备份，存于）
- Rebus Puzzle Brainteasers